# Campeonato Carioca de Futebol de 2021 - Série C
O Campeonato Carioca da Série C de 2021 foi a primeira edição da quinta divisão do campeonato estadual de futebol profissional do Rio de Janeiro. A competição foi organizada pela Federação de Futebol do Estado do Rio de Janeiro (FERJ).

## Regulamento e forma de disputa
No novo formato, a primeira fase seria disputada pelos 17 clubes, com os clubes jogando entre si em somente 1 turno, totalizando 17 (dezessete) rodadas e os 4 (quatro) melhores colocados avançam para a fase final. No entanto, Canto do Rio, EC Resende e Brasileirinho desistiram de participar e perderam todos seus jogos por WO, levando a competição a ter na prática 14 clubes.
Na semifinal, as 4 (quatro)  equipes foram divididas em duas chaves: 2º X 3º ', 1º X 4º. As partidas foram no sistema de ida e volta, em caso de empate ao fim do segundo jogo, o desempate será dado pelo saldo de gols, continuando o empate, classificam-se as equipes melhores colocadas na Primeira Fase. A final foi disputada em jogo único. O campeão e vice-campeão subiram à divisão Série B2 de 2021.

### Critérios de desempate
1. Maior número de vitórias
2. Maior saldo de gols
3. Maior número de gols pró
4. Confronto direto
5. Menor número de cartões amarelos e vermelhos (cada cartão vermelho equivale a três cartões amarelos)
6. Sorteio público na sede da ferj

## Participantes
| Equipe           | Cidade                 | Em 2020      | Estádio             | Capacidade | Títulos        |
| ---------------- | ---------------------- | ------------ | ------------------- | ---------- | -------------- |
| Atlético Carioca | São Gonçalo            | Não competiu | Alziro de Almeida   | 900        | 0 (não possui) |
| Barcelona-RJ     | Rio de Janeiro         | 14º B2 2020  | Rua Bariri          | 8 300      | 0 (não possui) |
| Bela Vista       | São Gonçalo            | 15º B2 2020  | Alziro de Almeida   | 900        | 0 (não possui) |
| SE Belford Roxo  | Belford Roxo           | Estreante    | CFZ                 | 774        | 0 (não possui) |
| Brasileirinho    | Rio de Janeiro         | Não competiu | Rua Bariri          | 8 300      | 0 (não possui) |
| Búzios           | Armação dos Búzios     | Não competiu | Municipal de Búzios | 500        | 0 (não possui) |
| CAAC Brasil      | Rio de Janeiro         | Não competiu | Anchieta            | 1 000      | 0 (não possui) |
| Canto do Rio     | Niterói                | Não competiu | Alziro de Almeida   | 900        | 0 (não possui) |
| Império Serrano  | Rio de Janeiro         | Estreante    | Conselheiro Galvão  | 5 014      | 0 (não possui) |
| Independente     | Macaé                  | Não competiu | Moacyrzão           | 15 000     | 0 (não possui) |
| Itaboraí Profute | Itaboraí               | 13º B2 2020  | Joaquim Flores      | 5000       | 0 (não possui) |
| Juventus         | Rio de Janeiro         | Não competiu | Joaquim Flores      | 500        | 0 (não possui) |
| Paduano          | Santo Antônio de Pádua | Não competiu | Waldo Carneiro      | 850        | 0 (não possui) |
| EC Resende       | Resende                | Não competiu | Los Larios          | 6 300      | 0 (não possui) |
| Santa Cruz-RJ    | Rio de Janeiro         | Não competiu | Rua Bariri          | 8 300      | 0 (não possui) |
| Uni Souza        | Rio de Janeiro         | Estreante    | Moça Bonita         | 8 540      | 0 (não possui) |
| União Central    | Rio de Janeiro         | Não competiu | Leônidas da Silva   | 2 390      | 0 (não possui) |

## Primeira Fase
| Pos | Equipe           | PG | Jogos | Jogos | Jogos | Jogos | Gols | Gols | Gols | Classificação |
| Pos | Equipe           | PG | #     | V     | E     | D     | GP   | GS   | SG   | Classificação |
| --- | ---------------- | -- | ----- | ----- | ----- | ----- | ---- | ---- | ---- | ------------- |
| 1   | Belford Roxo     | 42 | 16    | 14    | 0     | 2     | 52   | 12   | +41  | Fase Final    |
| 2   | Paduano          | 41 | 16    | 13    | 2     | 1     | 36   | 4    | +32  | Fase Final    |
| 3   | Império Serrano  | 41 | 16    | 13    | 2     | 1     | 34   | 6    | +28  | Fase Final    |
| 4   | Búzios           | 39 | 16    | 13    | 0     | 3     | 39   | 14   | +25  | Fase Final    |
| 5   | Independente-RJ  | 33 | 16    | 10    | 3     | 3     | 36   | 6    | +30  | Eliminados    |
| 6   | Uni Souza        | 32 | 16    | 10    | 2     | 4     | 35   | 17   | +18  | Eliminados    |
| 7   | CAAC Brasil      | 28 | 16    | 9     | 1     | 6     | 29   | 16   | +13  | Eliminados    |
| 8   | Juventus         | 25 | 16    | 8     | 1     | 7     | 26   | 23   | +3   | Eliminados    |
| 9   | União Central    | 22 | 16    | 7     | 1     | 8     | 28   | 32   | –4   | Eliminados    |
| 10  | Barcelona-RJ     | 21 | 16    | 6     | 3     | 7     | 20   | 24   | –4   | Eliminados    |
| 11  | Itaboraí Profute | 18 | 16    | 6     | 0     | 10    | 24   | 30   | –6   | Eliminados    |
| 12  | Santa Cruz-RJ    | 17 | 16    | 5     | 2     | 9     | 22   | 25   | –3   | Eliminados    |
| 13  | Atlético Carioca | 17 | 16    | 5     | 2     | 9     | 23   | 39   | –16  | Eliminados    |
| 14  | Bela Vista       | 13 | 16    | 4     | 1     | 11    | 17   | 48   | –31  | Eliminados    |
| 15  | Brasileirinho    | 0  | 16    | 0     | 0     | 16    | 0    | 48   | –48  | Excluidos a   |
| 16  | Canto do Rio     | 0  | 16    | 0     | 0     | 16    | 0    | 48   | –48  | Excluidos a   |
| 17  | EC Resende       | 0  | 16    | 0     | 0     | 16    | 0    | 48   | –48  | Excluidos a   |

a Brasileirinho, Canto do Rio e EC Resende foram punidos com a exclusão do Campeonato pela falta de inscrição de atletas em tempo hábil, considerando tal conduta como abandono injustificado do torneio e decretando a vitória por 3X0 de seus adversários.

## Fase Final
Em itálico, as equipes que possuem o mando de campo no primeiro jogo do confronto e em negrito as equipes classificadas.
|  | Semifinais      | Semifinais | Semifinais | Semifinais |   |        | Final | Final |
|  |                 |            |            |            |   |        |       |       |
|  | Belford Roxo    | 1          | 2          | 3          |   |        |       |       |
|  | Búzios          | 2          | 2          | 4          |   |        |       |       |
|  | Búzios          | 2          | 2          | 4          |   | Búzios | 0 (3) |       |
|  |                 |            |            |            |   | Búzios | 0 (3) |       |
|  |                 | Paduano    | 0 (4)      |            |   |        |       |       |
|  | Paduano         | Paduano    | 0 (4)      | 1          | 1 | 2      |       |       |
|  | Paduano         |            |            | 1          | 1 | 2      |       |       |
|  | Império Serrano | 0          | 1          | 1          |   |        |       |       |

## Premiação
| Campeonato Carioca de 2021 – Série C       |
| ------------------------------------------ |
| Paduano Esporte Clube Campeão (1.º título) |